# Щоденники Червоної Туфельки
«Щоденники Червоної Туфельки» (англ. Red Shoe Diaries) — еротичний драматичний телесеріал 1992—1997 рр., що транслювався в американській мережі кабельного телебачення Showtime і поширювався за кордоном Playboy Entertainment. Більшість епізодів зрежисовані Зальманом Кінгом або Рафаелєм Айзенманом.
В сюжетній лінії події обертаються навколо деякої інтриги та сексуального пробудження дівчини чи жінки, яка часто є оповідачем. Чуттєві любовні сцени з наготою, примхлива музика характерні для більшості епізодів.

## Сюжет
Джейк Вінтерс важко переживає втрату своєї коханої дружини Алекс. Одного разу, сівши перебирати її особисті речі, Джейк знаходить особистий щоденник дружини.
Розгорнувши щоденник у красивій червоній обкладинці, Джейк заглиблюється в читання і несподівано для себе дізнається, що у його дружини був пристрасний роман з іншим чоловіком. Її коханцем став молодий будівельник, і Алекс навіть не знала, як його звуть. Алекс писала про те, що їх пов'язала нестримна пристрасть.
Заплутавшись в собі і ситуації, що створилася, Алекс, яка не змогла більше обманювати чоловіка, але так і не змогла обрати між двома чоловіками, не чужими її серцю, вчинила самогубство.

## Продовження
Серіал дав початок кільком фільмам серії про «Щоденники Червоної Туфельки» фільмів, у тому числі одного телевізійного фільму, випущеного в 1992 р. Дев'ятнадцять інших фільмів випущені на відео для домашнього перегляду.

## Критика
Рейтинг серіалу на сайті IMD — 5,7/10.